# Alojz Jožef Bunc
Alojz Jožef Bunc, slovenski učitelj in prosvetni delavec, * 27. julij 1857, Kamnje, Avstrijsko cesarstvo (danes Slovenija), † 20. julij 1916, Prosek, Avstro-Ogrska (sedaj Italija).

## Življenje in delo
Rodil se je v družini učitelja Franca Bunca. Leta 1877 je prišel za učitelja v Dolino pri Trstu in tu služboval do upokojitve 1909, ko se je preselil v Prosek. Sodeloval je pri pripravah na znameniti Dolinski tabor 3. oktobra 1878, ki je razgibal slovensko narodnostno gibanje na Tržaškem, ter bil istega leta eden od soustanoviteljev Bralnega in pevskega društva Valentin Vodnik. Učil in vodil je društveni pevski zbor, ki je nastopal doma in v krajih tržaške okolice. Bil je tudi organist in zborovodja cerkvenega moškega noneta. Na njegovo pobudo je bilo 1886 v Dolini ustanovljeno učiteljsko društvo za koprski okraj. 